# Guy Boyd
Guy Boyd (Chicago, 15 aprile 1943) è un attore statunitense.

## Biografia
Boyd ha recitato in più di cinquanta film dalla fine degli anni '70 ad oggi. È probabilmente meglio conosciuto per il ruolo del detective Jim McLean in Omicidio a luci rosse (1984) e per quello di Frank Hackman in diversi episodi della serie televisiva Miami Vice.
Nel 1984 è stato premiato al Festival del cinema di Venezia con il Leone d'oro come miglior attore non protagonista per il suo ruolo nel film Streamers (1983), adattamento diretto da Robert Altman dell'omonima opera teatrale di David Rabe. Negli ultimi anni Boyd ha interpretato il capitano Strickland nella serie televisiva di fantascienza Black Scorpion. Ha interpretato l'arcivescovo Kurtwell (un prelato cattolico accusato di abusi sessuali su minori) nel dramma della HBO The Young Pope. Ha recitato anche in Le mani della notte, nel ruolo di Guy Canape.

## Filmografia parziale

### Cinema
- Streamers, regia di Robert Altman (1983)
- Omicidio a luci rosse (Body Double), regia di Brian De Palma (1984)
- L'avventura degli Ewoks (The Ewok Adventure), regia di John Korty (1984)
- Doppio taglio (Jagged Edge), regia di Richard Marquand (1985)
- Target - Scuola omicidi (Target), regia di Arthur Penn (1985)
- The Dark Side of the Sun, regia di Božidar Nikolić (1988)
- Le mani della notte (Past Midnight), regia di Jan Eliasberg (1991)
- Sister Act - Una svitata in abito da suora (Sister Act), regia di Emile Ardolino (1992)
- Carnosaur 2, regia di Louis Morneau (1995)
- Retroactive - Non toccate il passato (Retroactive), regia di Louis Morneau (1997)
- La famiglia Savage (The Savages), regia di Tamara Jenkins (2007)
- Foxcatcher - Una storia americana (Foxcatcher), regia di Bennett Miller (2014)
- The Report, regia di Scott Z. Burns (2019)
- Sto pensando di finirla qui (I'm Thinking of Ending Things), regia di Charlie Kaufman (2020)

### Televisione
- Ai confini della realtà (The Twilight Zone) – serie TV, episodio 1x56 (1986)
- La signora del West (Dr. Quinn, Medicine Woman) – serie TV, episodio 1x01 (1993)
- Walker Texas Ranger (Walker, Texas Ranger) – serie TV, episodio 2x16 (1994)
- Taking Chance - Il ritorno di un eroe (Taking Chance), regia di Ross Katz – film TV (2009)
- The Young Pope – serie TV, episodi 1x09-1x10 (2016)
- Sharp Objects – miniserie TV, 3 puntate (2018)
- The Loudest Voice - Sesso e potere (The Loudest Voice) – miniserie TV, 2 puntate (2019)
- American Rust - Ruggine americana (American Rust) – serie TV, 5 episodi (2021-2024)
- The Girl from Plainville – serie TV, episodi 1x05-1x07 (2022)
- Will Trent – serie TV, episodio 3x18 (2025)

## Riconoscimenti
- Mostra internazionale d'arte cinematografica di Venezia
  - 1983 – Coppa Volpi per la migliore interpretazione maschile per Streamers

## Doppiatori italiani
Nelle versioni in italiano delle opere in cui ha recitato, Guy Boyd è stato doppiato da:
- Dario De Grassi in Morte apparente, Taking Chance - Il ritorno di un eroe, In Treatment
- Carlo Valli in The Loudest Voice - Sesso e potere, American Rust - Ruggine americana
- Giampiero Albertini in Omicidio a luci rosse
- Claudio Fattoretto in La fine del gioco
- Paolo Poiret in Target - Scuola omicidi
- Sandro Acerbo in Doppio taglio
- Oreste Rizzini in Moonlighting
- Carlo Sabatini in Sister Act - Una svitata in abito da suora
- Mauro Bosco in Retroactive - Non toccate il passato
- Claudio Parachinetto in Law & Order: Criminal Intent (ep. 3x17)
- Cesare Rasini in Law & Order: Criminal Intent (ep. 7x21)
- Giorgio Lopez in Foxcatcher - Una storia americana
- Adalberto Maria Merli in The Young Pope
- Bruno Alessandro in Sharp Objects
- Roberto Fidecaro in The Report
- Ambrogio Colombo in Sto pensando di finirla qui
- Enrico Pallini in Will Trent